# People's Insurance Company of China
People's Insurance Company of China (PICC) är ett kinesiskt holdingbolag.
Företagets dotterbolag är bland andra PICC Asset Management Company Limited, PICC Property och Casualty Company Limited (PICC P&C). PICC är det största försäkringsbolaget i Kina. Företaget är listat på Hongkongbörsen.